# Brindle
Brindle – wieś w Anglii, w hrabstwie Lancashire, w dystrykcie Chorley. Leży 38 km na północny zachód od miasta Manchester i 297 km na północny zachód od Londynu. W 2001 miejscowość liczyła 999 mieszkańców.